# Думбрава (Дамбовица)
Думбрава (рум. Dumbrava) насеље је у Румунији у округу Дамбовица у општини Улми. Oпштина се налази на надморској висини од 272 m.

## Становништво
Према подацима из 2002. године у насељу је живело 519 становника, од којих су сви румунске националности.